# Liste der denkmalgeschützten Objekte in St. Martin (Niederösterreich)
Die Liste der denkmalgeschützten Objekte in St. Martin enthält die 7 denkmalgeschützten, unbeweglichen Objekte der Gemeinde St. Martin.

## Denkmäler
| Foto |                 | Denkmal                                                                    | Standort                                           | Beschreibung | Metadaten |
| ---- | --------------- | -------------------------------------------------------------------------- | -------------------------------------------------- | --- | --- |
| ja   | Datei hochladen | Ehem. Pfarrhof HERIS-ID: 29596 Objekt-ID: 26250                            | Harmanschlag 59 Standort KG: Harmannschlag         | Der Pfarrhof wurde 1786 erbaut. | BDA-Hist.: Q37927495 Status: § 2a Stand der BDA-Liste: 2025-06-30 Name: Ehem. Pfarrhof GstNr.: .41 Pfarrhof Harmanschlag                                                |
| ja   | Datei hochladen | Kath. Pfarrkirche hl. Wenzel und Friedhof HERIS-ID: 29573 Objekt-ID: 26224 | bei Harmanschlag 74 Standort KG: Harmannschlag     | Die von einem Friedhof umgebene, ursprünglich romanische Kirche wurde von 1497 bis 1523 spätgotisch umgebaut. Von 1894 bis 1895 erfolgte unter der Leitung des Baumeisters Ignaz Knapp eine neugotische Erweiterung. Die neugotischen Altäre und die Kanzel sind Werke des Bildhauers Ludwig Linzinger aus dem Jahr 1895. | BDA-Hist.: Q20754102 Status: § 2a Stand der BDA-Liste: 2025-06-30 Name: Kath. Pfarrkirche hl. Wenzel und Friedhof GstNr.: .45, 428 Pfarrkirche hl. Wenzel, Harmanschlag |
| ja   | Datei hochladen | Figurenbildstock hl. Florian HERIS-ID: 29597 Objekt-ID: 26251              | Standort KG: Harmannschlag                         | Die Steinfigur unterhalb der Kirche stammt aus dem zweiten oder dritten Viertel des 18. Jahrhunderts. | BDA-Hist.: Q37927501 Status: § 2a Stand der BDA-Liste: 2025-06-30 Name: Figurenbildstock hl. Florian GstNr.: 427/1 Figurenbildstock hl. Florian, Harmanschlag           |
| ja   | Datei hochladen | Kapelle Maria von Altötting HERIS-ID: 29602 Objekt-ID: 26256               | bei Langfeld 6 Standort KG: Langfeld               | Die Votivkapelle wurde von 1744 bis 1745 erbaut. Im Inneren befindet sich eine Kopie der Gnadenstatue Maria von Altötting. | BDA-Hist.: Q37927508 Status: § 2a Stand der BDA-Liste: 2025-06-30 Name: Kapelle Maria von Altötting GstNr.: .30 Kapelle Langfeld                                        |
| ja   | Datei hochladen | Kath. Pfarrkirche hl. Martin HERIS-ID: 29557 Objekt-ID: 26207              | bei Sankt Martin 3 Standort KG: St. Martin         | Die ursprünglich romanische Kirche wurde im zweiten Viertel des 18. Jahrhunderts barockisiert und vergrößert. Ihr spätbarocker Hochaltar stammt aus der Mitte des 18. Jahrhunderts. Um das Jahr 1182 wurde die Kirche im romanischen Stil erbaut, der Ostturm mit dem Zwillingsbogenfenster und das Apsis-Fenster an der Ostseite zeugen davon. Im Jahre 1732 wurde das neue barocke Gotteshaus unter Beibehaltung der alten Turm und Choranlage erbaut. Der Turm erhielt ein drittes Stockwerk und ein barockes Dach. Das Geläut wurde auf 6 Glocken ergänzt. Die älteste Glocke stammt aus dem Jahre 1541 und trägt die Umschrift: „SALVUM FAC POPULUM TUUM ET BENEDIC HEREDIATI TUA“. Die Pläne für den barocken Umbau stammen von Johann Mathias Steinl. Das Hochaltarbild stellt den hl. Bischof Martinus dar und ist die Arbeit eines Schülers von Paul Troger 1735. Bemerkenswert sind die gotische Seitenkapelle (Sakristei), das romanische Taufbecken aus dem 13. und ein gotisches Kruzifix aus dem 14. Jahrhundert, sowie die gesamte barocke Inneneinrichtung. Hinter dem links oben in der Apsis angebrachten Fenster befindet sich die Loge des Fürsten zu Weitra, in welcher dieser der hl. Messe beiwohnte. | BDA-Hist.: Q20863611 Status: § 2a Stand der BDA-Liste: 2025-06-30 Name: Kath. Pfarrkirche hl. Martin GstNr.: .8 Pfarrkirche St. Martin (Niederösterreich)               |
| ja   | Datei hochladen | Flachsdörre HERIS-ID: 29565 Objekt-ID: 26215                               | gegenüber Sulzerstrasse 11 Standort KG: St. Martin | | BDA-Hist.: Q37927402 Status: Bescheid Stand der BDA-Liste: 2025-06-30 Name: Flachsdörre GstNr.: 513 Flachsdörre St. Martin (Niederösterreich)                           |
| ja   | Datei hochladen | Denkmal für Josef Wandl HERIS-ID: 29570 Objekt-ID: 26220                   | Standort KG: St. Martin                            | Die Statue des hl. Josef mit dem Jesuskind wurde 1888 an der Brücke über die Lainsitz errichtet, laut Inschrift nach dem Wunsche des edlen Wohltäters Josef Wandl. | BDA-Hist.: Q37927409 Status: § 2a Stand der BDA-Liste: 2025-06-30 Name: Denkmal für Josef Wandl GstNr.: 3608/1                                                          |